# توم بارنز
توم بارنز (بالإنجليزية: Tom Barnes) هو صحفي أمريكي، ولد في 1 سبتمبر 1946 في Carlisle, Pennsylvania ‏ في الولايات المتحدة، وتوفي في 11 أكتوبر 2016 في توسان في الولايات المتحدة.